# Mátyás Szűrös

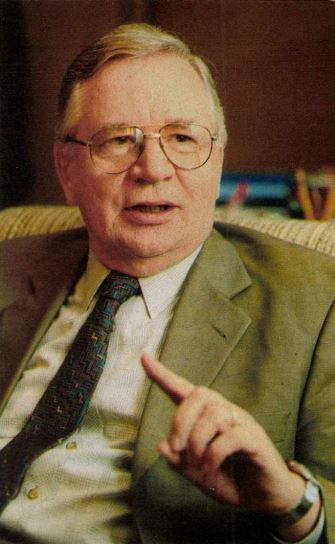
Mátyás Szűrös

Mátyás Szűrös (Püspökladány, 11 september 1933) was de eerste president (ad interim) van de Derde Hongaarse Republiek.
Szűrös was één der secretarissen van het Centraal Comité van de Hongaarse Socialistische Werkerspartij (MSzMP) en voorzitter van de buitenland commissie van het parlement. In februari 1989 werd de MSzMP opgeheven en vervangen door de Hongaarse Socialistische Partij, tot welke partij Szűrös toetrad. Op 18 oktober 1989 werd hij tot interim-president van Hongarije gekozen. Op 23 oktober 1989 riep hij de Republiek Hongarije uit waarna de Hongaarse Volksrepubliek werd opgeheven. Op 2 mei 1990 koos het Hongaarse parlement Árpád Göncz als Szűrös' opvolger als interim-president (in augustus 1990 werd Göncz tot president gekozen).
Mátyás Szűrös (interim) · Árpád Göncz · Ferenc Mádl · László Sólyom · Pál Schmitt · László Kövér (interim) · János Áder · Katalin Novák · László Kövér (interim) · Tamás Sulyok